# Artur Wojdat
Artur Wojdat (ur. 20 maja 1968 w Olsztynie) – polski pływak, pierwszy polski medalista olimpijski w pływaniu wśród mężczyzn (1988), pierwszy polski medalista mistrzostw świata (1991), dwukrotny mistrz Europy (1989, 1991), rekordzista świata w wyścigu na 400 m stylem dowolnym (1988)

## Kariera sportowa
Był zawodnikiem Olimpii Poznań (1977–1995), w 1985 wyjechał razem z Wojciechem Wyżgą do USA i w latach 1985-1988 trenował w Mission Viejo Nadadores (co dało początek szkolenia polskich pływaków w tym kraju), od 1991 był zawodnikiem University of Iowa, gdzie ukończył także w 1993 studia informatyczne. Jego trenerami byli: w Polsce Tadeusz Mazur i Werner Urbański, w USA – Terry Stoddard, Brad Flood i Jack Nelson.

### Igrzyska olimpijskie
Dwukrotnie startował na Igrzyskach Olimpijskich. Na Igrzyskach Olimpijskich w Seulu (1988) wystartował w trzech konkurencjach. Na 200 m stylem dowolnym wygrał kwalifikacje z czasem 1:48,02, a w finale zajął 5. miejsce z czasem 1:48.40. Na 400 m stylem dowolnym zajął w swoim biegu eliminacyjnym pierwsze miejsce i z trzecim czasem (3:49.68) zakwalifikował się do finału, w którym wywalczył brązowy medal z czasem 3:47.34 (kwalifikacje wygrał inny Polak, Mariusz Podkościelny, który w finale zajął 5. miejsce). Wynik ten był lepszy o 0,04 sekundy od jego własnego rekordu świata (3:47,38), ale po wyścigu nowym rekordzistą został z wynikiem 3:46.95 Uwe Daßler. Na 1500 m stylem dowolnym odpadł w eliminacjach z czasem 15:37.52.
Na Igrzyskach Olimpijskich w Barcelonie (1992) startował w trzech konkurencjach. Na 200 stylem dowolnym zakwalifikował się do finału z szóstym czasem (1:48.60), a w finale był czwarty z czasem 1:48.24. Na 400 m stylem dowolnym zakwalifikował się do finału z ósmym czasem (3:51.66), w finale zajął również czwarte miejsce z czasem 3:48.10. W sztafecie 4x 200 m stylem dowolnym (razem z Mariuszem Podkościelnym, Krzysztofem Cwaliną i Piotrem Albińskim) odpadł w eliminacjach z czasem 7:29.59 (trzynasty czas tej rundy)

### Mistrzostwa świata
Na mistrzostwach świata na długim basenie w 1991 zdobył dwa brązowe medale. Na 200 m stylem dowolnym zajął 5. miejsce w kwalifikacjach z czasem 1:49,49, a w finale był trzeci z czasem 1:48,70, na 400 m stylem dowolnym wygrał eliminacje z czasem 3:51,82, w finale był trzeci z czasem 3:49,67. W sztafecie 4 × 200 m zajął z drużyną 8. miejsce z czasem 7:27,18 (partnerami byli Mariusz Podkościelny, Maciej Soszyński i Bolesław Szuter). Na mistrzostwach świata na długim basenie w 1994 z piętnastym czasem (1:51,10 zakwalifikował się do finału B wyścigu na 200 m stylem dowolnym, w którym zajął ostatnie miejsce (ósme) miejsce z czasem 1:51,93, w wyścigu na 100 m stylem dowolnym odpadł w eliminacjach z czasem 51,46 (25. miejsce)
Na mistrzostwach świata na krótkim basenie w 1993 wystartował na 200 m stylem dowolnym i 400 m stylem dowolnym. Na 200 m zajął drugie miejsce w eliminacjach z czasem 1:46,71, w finale wywalczył srebrny medal z czasem 1:45,53 (ex eaquo z Trentem Brayem). Na 400 m w eliminacjach uzyskał siódmy czas (3:49.70), w finale był piąty z czasem 3:45.36

### Mistrzostwa Europy
Na mistrzostwach Europy na długim basenie wywalczył złote medale w 1989 na 400 m stylem dowolnym, z czasem 3:47.78 i 1991 na 200 m stylem dowolnym z czasem 1:48.10 oraz srebrne medale w 1989 na 200 m stylem dowolnym z czasem 1:47.96 i 1991 na 400 m stylem dowolnym, z czasem 3:49.09. Ponadto w 1987 zajął 4. miejsce w wyścigu na 400 m stylem dowolnym z wynikiem 3:51.12, a w sztafecie 4 × 200 m stylem dowolnym zajął w 1989 – 6. miejsce, w 1991 – 4. miejsce.

### Mistrzostwa Europy juniorów
W 1984 wywalczył srebrne medale w wyścigach na 100 m i 200 stylem dowolnym oraz brązowy medal na 400 m stylem dowolnym na mistrzostwach Europy juniorów w Luksemburgu.

### Mistrzostwa Polski
Na mistrzostwach Polski na długim basenie zdobył łącznie 26 medali, w tym 21 złotych, z czego dwadzieścia złotych indywidualnie i jeden złoty w sztafecie)
- 50 m stylem dowolnym: 3 m./2 m. wśród zawodników polskich (1984), 1 m. (1985), 1 m. (1989), 2 m. (1990),
- 100 m stylem dowolnym: 2 m./1 m. wśród zawodników polskich (1984), 1 m. (1985), 1 m. (1989), 1 m. (1990), 1 m. (1991), 1 m. (1993)
- 200 m stylem dowolnym: 1 m. (1985), 1 m. (1986), 1 m. (1989), 1 m. (1990), 1 m. (1991), 1 m. (1993)
- 400 m stylem dowolnym: 2 m. (1984), 1 m. (1985), 1 m. (1986), 1 m. (1989), 1 m. (1990), 1 m. (1991)
- 1500 m stylem dowolnym: 1 m. (1991)
- 4 × 100 m stylem dowolnym: 2 m. (1993)
- 4 × 200 m stylem dowolnym: 1 m. (1993)
- 4 × 100 m stylem zmiennym: 3 m. (1993)

Na mistrzostwach Polski na krótkim basenie zdobył siedem tytułów mistrza Polski.
- 50 m stylem dowolnym (1987)
- 100 m stylem dowolnym (1985, 1987)
- 200 m stylem dowolnym (1985, 1987)
- 400 m stylem dowolnym (1987)
- 1500 m stylem dowolnym (1987)

### Mistrzostwa Stanów Zjednoczonych
Na akademickich mistrzostwach USA (NCAA) zdobył 9 złotych medali: 200 y stylem dowolnym (1989, 1991), 500 y stylem dowolnym (1989, 1990, 1991, 1992), 1650 y stylem dowolnym (1990, 1991, 1992), na mistrzostwach USA zdobył 4 złote medale: 200 m stylem dowolnym (1986 – lato, 1988 – wiosna), 400 m stylem dowolnym (1988 – wiosna – z rekordem świata 3:47.38), 800 m stylem dowolnym (1988 – wiosna).

### Inne zawody
W 1990 zwyciężył w wyścigach na 200 m (z czasem 1:48,19) i 400 m stylem dowolnym (z czasem 3:48.61) na Igrzyskach Dobrej Woli. W 1991 zwyciężył wyścigu na 400 m stylem dowolnym Letniej Uniwersjady, z czasem 3:52,55, a wyścigu na 200 m stylem dowolnym zajął na tych samych zawodach drugie miejsce z czasem 1:50,69. Na Letniej Uniwersjadzie w 1993 zdobył brązowy medal w sztafecie 4 × 100 m stylem zmiennym, z czasem 3:25,94 (partnerami byli Krzysztof Cwalina, Artur Przywara i Rafał Szukała).

### Rekord świata
Na wiosennych mistrzostwach USA w Orlando ustanowił 25 marca 1988 rekord świata na 400 m stylem dowolnym. Wynikiem 3:47,38 pobił rekord świata należący od 1985 do Michaela Grossa (3:47.80). W ten sposób został drugim, po Marku Petrusewiczu, polskim rekordzistą świata w pływaniu. 23 września 1988 rekord ten poprawił na Igrzyskach Olimpijskich w Seulu Uwe Daßler (wynikiem 3:46.95).

### Rekordy Polski
Na basenie 50-metrowym pobił rekord Polski 44 razy, w tym 4 x na 50 m stylem dowolnym, 8 x na 100 m stylem dowolnym, 12 x na 200 m stylem dowolnym, 11 × 400 m stylem dowolnym, 2 × 800 m stylem dowolnym, 1 x sztafeta 4 × 100 m stylem dowolnym, 1 x sztafeta 4 × 100 m stylem zmiennym, 5 x sztafeta 4 × 200 m stylem dowolnym. Jego rekord Polski na 200 m stylem dowolnym: 1:47,96, osiągnięty 15 sierpnia 1989 został pobity dopiero w 2009 przez Pawła Korzeniowskiego, natomiast rekord Polski na 400 m stylem dowolnym: 3:47,34 osiągnięty 23 września 1988 na Igrzyskach Olimpijskich w Seulu poprawił w 2007 Przemysław Stańczyk
Na basenie 25-metrowym pobił rekord Polski 17 razy, w tym 1 x na stylem dowolnym, 3 x na 100 m stylem dowolnym, 6 × 200 m stylem dowolnym, 5 × 400 m stylem dowolnym, 1 × 800 stylem dowolnym, 1 × 1500 stylem dowolnym.

### Wyróżnienia
W Plebiscycie Przeglądu Sportowego na najlepszego sportowca roku czterokrotnie znalazł się w pierwszej dziesiątce (1988 – 4 m., 1989 – 3 m., 1990 – 4 m., 1991 – 3 m..

### Rekordy życiowe
- Basen 25 m[2]
  - 50 m – 23,27 (15.02.1987)
  - 100 m – 50,07 (14.02.1987)
  - 200 m – 1.45,53 (2.12.1993)
  - 400 m – 3.45,36 (3.12.1993)
  - 800 m – 7.58,41 (8.02.1987)
  - 1500 m – 15.10,61 (15.02.1987)
- Basen 50 m[2]
  - 50 m – 23,64 (19.08.1989)
  - 100 m – 51,06 (5.08.1993)
  - 200 m – 1.47,96 (15.08.1989)
  - 400 m – 3.47,34 (23.09.1988)
  - 800 m – 7.57,59 (22.03.1988)
  - 1500 m – 15.24,85 (6.03.1988)